# Vladana Vučinić
Vladana Vučinić (en montenegrino: Владана Вучинић; Podgorica, 18 de julio de 1986), también conocida simplemente como Vladana, es una cantante montenegrina. Representará a Montenegro en el Festival de la Canción de Eurovisión 2022 en Turín.

## Vida y carrera
Vučinić nació en 1986 en Podgorica y pasó parte de su infancia en Skopje (Macedonia del Norte), el lugar de origen de sus abuelos. Cuando era niña, influenciada por el interés de su madre por la música, aprendió teoría de la música, piano y canto en la Escuela de Música Vasa Pavić de Podgorica. Posteriormente, estudió en la Universidad de Montenegro, donde se graduó en periodismo. Cabe destacar que publicó la revista de moda en línea Chiwelook.
En 2003, apareció en el programa de karaoke "Intro karaokama" de la televisión montenegrina y ese mismo año, participó en el festival de música "Budva Fest". En 2005, participó con la canción "Samo moj nikad njen" en Montevizija, la final regional montenegrina que derivaría a sus artistas más votados junto a los favoritos de Beovizija –la final regional serbia,– a la final nacional de la federación, en la que se elegiría al representante de Serbia y Montenegro en el Festival de la Canción de Eurovisión, pero no se clasificó para la final. Un año después, participó nuevamente en Montevizija, esta vez con Bojana Nenezić como pareja a dúo, y se clasificó para la final Evropesma-Europjesma, donde terminó en el puesto 15. En 2010, Vladana lanzó su primer álbum "Sinner City".
El 4 de enero de 2022, se anunció que Vladana Vučinić representaría a Montenegro en el Festival de la Canción de Eurovisión 2022, celebrado en Turín, con la canción "Breathe".

## Discografía

### Álbumes
- Sinner City (2010)

### Sencillos
- Ostaćeš mi vječna ljubav (2003)
- Noć (2004)
- Samo moj nikad njen (2005)
- Kao miris kokosa (2006)
- Kapije od zlata (2006)
- Poljubac Kao Doručak (2007)
- Sinner City (2010)
- Breathe (2022)